# 徐浦大桥

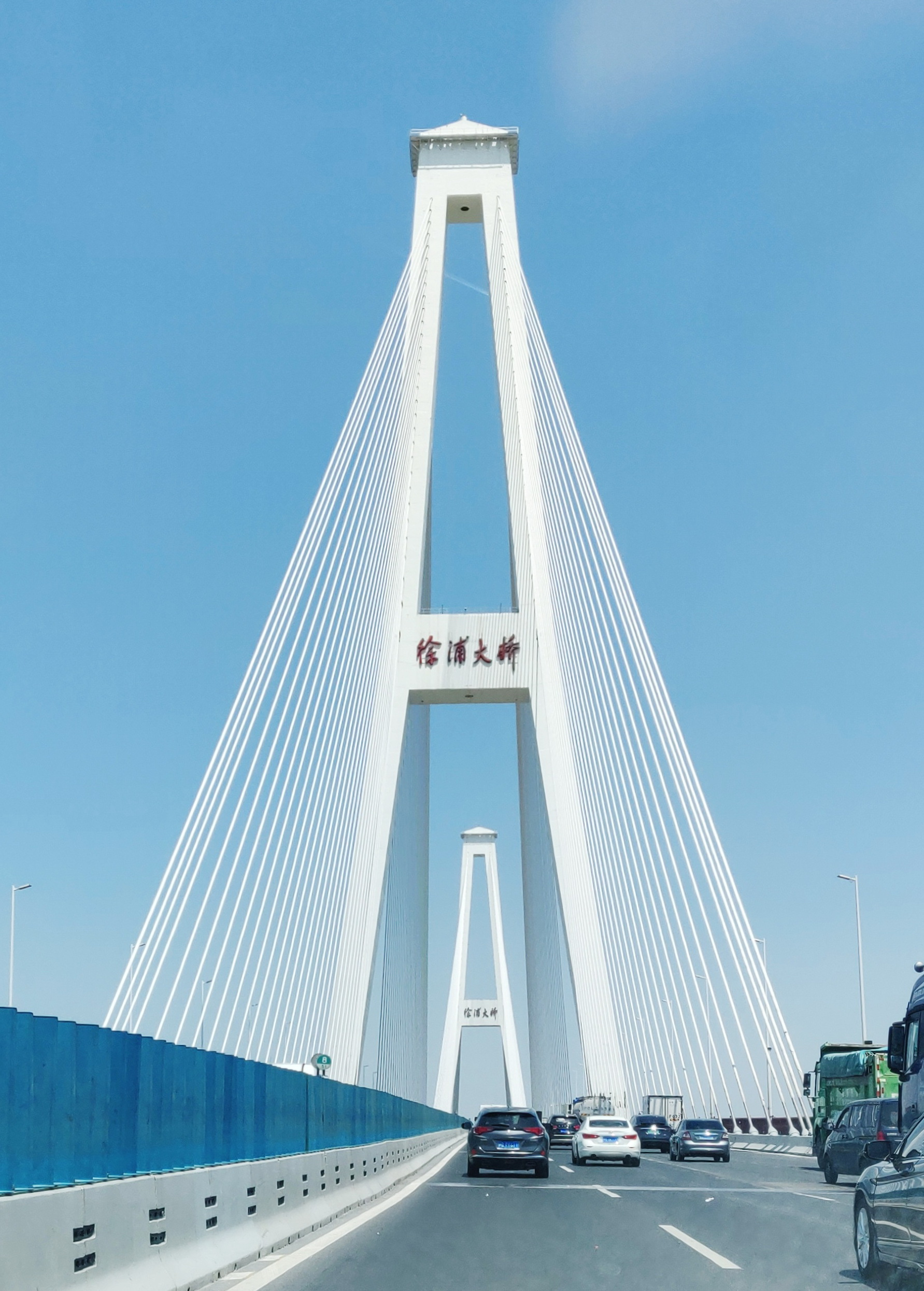
于2016年翻新之后的徐浦大桥。翻新后主塔被漆为白色，桥面全面翻修并变为八车道，中央隔离栏改为硬隔离，道路照明采用LED灯具。

徐浦大橋，是中國上海市黃浦江上第五座桥梁，西为徐匯區，东为浦東新區。上海外环线从徐浦大桥跨越黄浦江，设双向8车道，主桥全长1074米，于1997年6月24日通车。